# 진주오광대
진주오광대(晉州五廣大)는 경상남도 진주시에서 전승되는 굿거리 장단의 민속놀이이다. 2003년 6월 7일 경상남도 무형문화재 제27호로 지정되었다.

## 개요
진주오광대는 진주의 세시풍속으로 전승되어 오다가 1920년대 일제의 민족문화 말살정책으로 쇠퇴하여 1937년 무렵에 중단된 이후 1998년에 경상남도 진주지방의 탈놀이로 복원되었다. 이 놀이는 음력 정월 보름날 저녁에 행해졌는데, 춤이 주가 되고 재담과 몸짓, 노래가 곁들여 연희된다. 꽹과리·북·장구·징·해금·피리·젓대 등으로 주로 굿거리 장단을 연주하고, 이에 맞추어 덧뵈기춤을 바탕으로 등장인물의 성격에 따라 진춤·문둥춤·중춤 등을 춘다.
놀이의 구성은 다섯마당으로 짜여져 있다. 첫째는 오방신장무(五方神將舞)마당으로, 동방 청제장군(東方 靑帝將軍), 서방 백제장군(西方 白帝將軍), 남방 적제장군(南方 赤帝將軍), 북방 흑제장군(北方 黑帝將軍), 중앙 황제장군(中央 黃帝將軍) 등 오방신장이 땅 위의 모든 잡귀와 잡신들을 누르고 몰아내는 마당이다.
둘째는 문둥이마당으로 동방 청탈, 서방 백탈, 남방 적탈, 북방 흑탈, 중앙 황탈 등의 오방지신(五方地神)이 나타나 갖가지 병신춤을 추면서 무서운 질병을 부르는 역신(疫神)을 몰아내고 안녕과 평화를 지켜주는 마당이다.
셋째는 양반마당으로 유식한 하인 말뚝이가 무식한 주인 생원과 주인의 친구인 옹생원·차생원을 놀리는 과정을 통해 양반의 도덕적 부패상을 폭로하고 신분으로 사람을 차별하는 사회제도가 잘못되었음을 보여주는 마당이다.
넷째는 중마당으로 소무(小巫)가 타령장단에 맞추어 손춤을 추고 있는 곳으로 상좌를 앞세운 중이 나와 소무를 유혹하는 춤을 춘다. 속세에 내려왔다가 양반들이 팔선녀와 어울려 춤추며 노는 것을 보고 세상 재미에 넋을 빼앗기는 파계승을 풍자한 놀이로서 수도자의 삶과 세속인의 삶을 대조하여 참다운 삶이 어떤 것인가를 제시하는 마당이다.
다섯째는 할미·영감마당으로 집안을 버리고 떠돌던 생원을 말뚝이가 데리고 왔으나 생과부로 늙어버린 할미와 기생첩을 둘씩이나 데리고 온 영감 사이에 풍파가 일어나게 된다. 무책임한 남편 때문에 여인의 삶과 가정이 어떻게 되는가를 보여주는 마당이다.

진주오광대에 쓰이는 탈은 오방신장·문둥이·어딩이·옹생원·차생원·말뚝이·할미·중·상좌·소무·팔선녀 등이다.

## 전승
세시적인 대동놀이로 전승되다가, 1920년대 일제의 민족문화 말살정책으로 쇠퇴하여 1937년 무렵 중단되었고 1960년 대 초에야 다시 재현되었다. 1949년 개천절부터 시작된 개천예술제의 초창기에는 계속 공연을 하였고, 개천예술제 제 10회 때는 진주와 통영의 놀이패들을 선발하여 공연이 이루어졌다.
1911년 2월 17일 금요일자 경남일보에 처음 기록이 발견되며, 진주오광대는 서부경남 지역인 진주에 전승되는 탈 가면극으로 다른 지역의 탈놀이보다 앞서 있고, 전승 과정에서 정인섭본, 송석하본, 최상수본 등 1930년대의 대사가 완벽하게 채록되어 있다. 또한 1960년 당시 연희자들이 만들었던 이명긴본이라는 연희본이 남아 있는데다가 당시에 사용되었던 가면이 잘 전해져 오고 있어서 대사와 가면의 전승이 온전하다. 일제강점기에 연희되었던 오광대에 참여했던 배또문준이 예능보유자로 생존해 있어서 복원에 있어서도 사실성이 입증되었으며, 오광대의 맥을 되살렸다.
현재 진주시 판문동 산171-1의 진주시 전통예술회관에서 전승되고 있으며, 5월 진주논개제의 메인 테마로 공연되고 있다.

## 지정 사유
진주오광대는 진주에 전승하는 서부경남의 대표적인 가면극으로 전문가들의 학술적 조명이 어느 탈놀음보다 앞서고 전승과정에서 정인섭본, 송석하본 최상수 등 1930년대의 대사가 완벽하게 채록되어 있으며 1960년대 당시 연회자들이 만든 이명길본이란 연희본이 남아있는 등 가면이 잘 전해져 오고 있어서 대사와 가면의 전승이 온전하다고 할 수 있다.
지정심의를 위한 공연을 보니 과거 질퍽하고 소박한 탈놀음의 맛을 적으나 이런 점을 중요문화재로 지정된 것도 비스한 변화를 보이고 있는 것이며 진주오광대는 정갈하게 연회하는 양상이 도시형 탈놀음으로 자리를 잡은 것 같다고 생각되고 연기력도 수준급이라 사료된다.
또한 1930년대부터 탈놀음의 연희를 맡았던 배또문준 씨가 생존하여 후진에게 전승시키고 있고 탈도 박물관에 소장되어 있다.
1960년대에 한국의 대부분 전승가면극이 중요문화재로 지정되는 과정에서 진주오광대만 실기하여 오늘에 이르고 있으므로 도지정 문화재로 지정하여 전승을 강구하는 것이 전통문화의 계승이라는 측면에서 좋은 것으로 판단된다.

## 같이 보기
- 개천예술제
- 진주논개제
- 고성오광대